# Indianapolis 500 1929

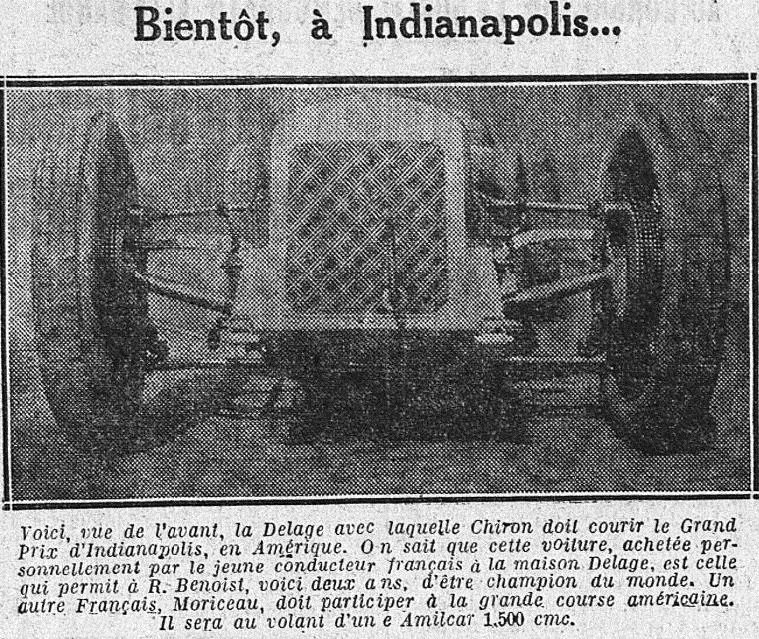
Der von Louis Chiron gefahrene Delage Type 15 S 8

Das 17. Indianapolis 500 (offiziell 17th 500 Mile International Sweepstakes Race) auf dem Indianapolis Motor Speedway fand am 30. Mai 1929 statt.

## Hintergrund
Das Rennen ging über eine Distanz von 200 Runden à 4,023 km, was einer Gesamtdistanz von 804,672 km entspricht. Aus der Pole-Position startete Cliff Woodbury mit einer Vierrunden-Durchschnittszeit von 4:58.51 Min. oder 120,599 mph (194,085 km/h). Das Rennen war der erste Lauf zur AAA-Saison 1929.

## Das Rennen
Während den Einführungsrunden hinter dem PaceCar blieb Ralph Hepburns stehen. Seine Mechaniker schoben ihn an und Hepburns konnte am Ende des Feldes starten. Nach der Startfreigabe übernahm der auf Platz zwei gestartete Leon Duray die Führung. Der Polesitter Cliff Woodbury hatte bereits in der vierten Runde ein Problem mit dem rechten Hinterrad. Woodbury kam in der vierten Kurve ins Schleudern und schlug an die Außenmauer. Er wurde als 33. und letzter gewertet in der Schlussrangliste. In der achten Runde übernahm Deacon Litz vor Duray und Ray Keech die Führung.
In der 10. Runde verunfallte Bill Spence schwer in der zweiten Kurve. Er prallte an die Mauer und überschlug sich mehrmals, dabei schleuderte es den Fahrer aus dem Auto. Wegen eines Schädelbruchs starb Spence noch auf dem Weg ins Krankenhaus.
Nach weiteren Zwischen- und Ausfällen führte Litz bis zur 56. Runde. Wegen eines Problems an der Lenkung, wahrscheinlich traf ein größerer Stein das Auto, musste er aufgeben. Bei Halbzeit des Rennens lag Lou Moore vor Louis Meyer in Führung.
Nach dem letzten Boxenstopp von Moore kam Meyer in der 157. Runde zum letzten Stopp an die Boxen. Da der Motor an seinem Auto ausging und sich dieser nur schwer wieder starten ließ, verlor Moore einiges an Zeit, er kam als Dritter wieder auf die Strecke zurück. Barney Kleopfer übernahm das Steuer von Moore. Da beim Auto von Kleopfler Motorenprobleme auftraten, fuhr er zwei Runden vor Schluss nochmals an seine Box. Moore übernahm wieder das Auto und er fiel bis auf den 13. Rang zurück. Keech gewann das Rennen mit einem Vorsprung von 6 Minuten und 24 Sekunden auf Meyer und Jimmy Gleason.
Ray Keech konnte sich nur 17 Tage lang über seinen Sieg freuen. Am 15. Juni 1929 kam er bei einem Unfall auf dem Altoona Speedway ums Leben. Keech war neben Gaston Chevrolet, Joe Boyer und später George Robson und Dan Wheldon einer der wenigen Fahrer, die als Indianapolis-500-Sieger im gleichen Jahr starben.

## Ergebnisse

### Startaufstellung
| Reihe | Innen           | Mitte          | Außen           |
| ----- | --------------- | -------------- | --------------- |
| 1     | Cliff Woodbury  | Leon Duray     | Ralph Hepburn   |
| 2     | Babe Stapp      | Peter DePaolo  | Ray Keech       |
| 3     | Billy Arnold    | Louis Meyer    | Deacon Litz     |
| 4     | Russ Snowberger | Tony Gulotta   | Bill Spence     |
| 5     | Lou Moore       | Louis Chiron   | Jules Moriceau  |
| 6     | Johnny Seymour  | Pete Kreis     | Phil Shafer     |
| 7     | Bob McDonogh    | Ernie Triplett | Freddie Winnai  |
| 8     | Fred Frame      | Jimmy Gleason  | Wesley Crawford |
| 9     | Carl Marchese   | Frank Farmer   | Herman Schurch  |
| 10    | Speed Gardner   | Frank Brisko   | Rick Decker     |
| 11    | Bert Karnatz    | Cliff Bergere  | Bill Lindau     |

### Schlussklassement
| Pos. | Nr. | Name | Chassis            | Motor      | Zeit/Rückstand             | Qualifikation ø 4 Rd. mph | Start |
| ---- | --- | --- | ------------------ | ---------- | -------------------------- | ------------------------- | ----- |
| 1    | 2   | Ray Keech | Miller             | Miller     | 5:07:25.42 Std. 97,585 mph | 114,905                   | 6     |
| 2    | 1   | Louis Meyer (W) | Miller             | Miller     | 200 Rd.                    | 114,709                   | 8     |
| 3    | 53  | Jimmy Gleason abgelöst Thane Houser Rd. 79–90 abgelöst Ernie Triplett Rd. 91–146                                                               | Duesenberg         | Duesenberg | 200                        | 110,345                   | 23    |
| 4    | 43  | Carl Marchese (R) | Miller             | Miller     | 200                        | 108,440                   | 25    |
| 5    | 42  | Freddie Winnai (R) abgelöst L. L. Corum Rd. 96–99 abgelöst Roscoe Ford Rd. 100–176                                                             | Duesenberg         | Duesenberg | 200                        | 113,892                   | 21    |
| 6    | 48  | Speed Gardner (R) abgelöst Chet Gardner Rd. 32–82 abgelöst Chet Gardner Rd. 97–200                                                             | Miller             | Miller     | 200                        | 105,985                   | 28    |
| 7    | 6   | Louis Chiron (R) | Delage Type 15 S 8 | Delage     | 200                        | 107,351                   | 14    |
| 8    | 9   | Billy Arnold abgelöst Cliff Woodbury Rd. 31–36 abgelöst Fred Roberts Rd. 37–146                                                                | Miller             | Miller     | 200                        | 114,752                   | 7     |
| 9    | 25  | Cliff Bergere abgelöst Pete Kreis Rd. 94–146                                                                                                   | Miller             | Miller     | 200                        | 103,687                   | 32    |
| 10   | 34  | Fred Frame abgelöst Johnny Seymour Rd. 143–193                                                                                                 | Cooper             | Miller     | 193                        | 111,328                   | 22    |
| 11   | 28  | Frank Brisko (R) | Miller             | Miller     | 180                        | 105,857                   | 29    |
| 12   | 17  | Phil Shafer abgelöst Cliff Woodbury Rd. 102–105 abgelöst Russ Snowberger Rd. 114–118                                                           | Miller             | Miller     | 150                        | 111,628                   | 18    |
| 13   | 3   | Lou Moore abgelöst Barney Kleopfer Rd. 93–198                                                                                                  | Miller             | Miller     | 198 (Lenkung)              | 110,677                   | 13    |
| 14   | 36  | Frank Farmer (R) abgelöst Bill Albertson Rd. 119–134                                                                                           | Miller             | Miller     | 140 (Batterie)             | 107,972                   | 26    |
| 15   | 49  | Wesley Crawford (R) abgelöst Ted Simpson Rd. 28–53 abgelöst Zeke Meyer Rd. 54–107 abgelöst Ted Simpson Rd. 108–126 abgelöst Dave Evans Rd. 127 | Fengler            | Miller     | 127 (Vergaser)             | 108,607                   | 24    |
| 16   | 4   | Pete Kreis | Detroit            | Miller     | 91 (Motor)                 | 112,528                   | 17    |
| 17   | 23  | Tony Gulotta | Miller             | Miller     | 91 (Batterie)              | 112,146                   | 11    |
| 18   | 5   | Bob McDonogh | Miller             | Miller     | 74 (Ölleck)                | 111,614                   | 19    |
| 19   | 46  | Bill Lindau (R) | Miller             | Miller     | 70 (Ventile)               | 102,509                   | 33    |
| 20   | 31  | Herman Schurch (R) abgelöst Jack Buxton Rd. 60–68 abgelöst Bert Karnatz Rd. 69-70                                                              | Miller             | Miller     | 70 (Defekt)                | 107,477                   | 27    |
| 21   | 38  | Johnny Seymour | Cooper             | Miller     | 65 (Radaufhängung)         | 114,307                   | 16    |
| 22   | 21  | Leon Duray abgelöst Ralph Hepburn Rd. 45–65 | Miller             | Miller     | 65 (Vergaser)              | 119,087                   | 2     |
| 23   | 29  | Rick Decker (R) abgelöst Jimmy Rossi Rd. 45–56                                                                                                 | Miller             | Miller     | 61 (Batterie)              | 105,288                   | 30    |
| 24   | 26  | Deacon Litz | Miller             | Miller     | 56 (Lenkung)               | 114,526                   | 9     |
| 25   | 27  | Bert Karnatz (R) | Miller             | Miller     | 50 (Defekt)                | 104,749                   | 31    |
| 26   | 47  | Ernie Triplett (R) | Duesenberg         | Duesenberg | 48 (Lenkung)               | 114,789                   | 20    |
| 27   | 12  | Russ Snowberger | Cooper             | Miller     | 45 (Batterie)              | 113,622                   | 10    |
| 28   | 32  | Babe Stapp | Duesenberg         | Miller     | 40 (Defekt)                | 115,618                   | 4     |
| 29   | 35  | Jules Moriceau (R) | Amilcar Type MCO   | Amilcar    | 30 (Unfall)                | 105,609                   | 15    |
| 30   | 37  | Peter DePaolo (W) | Miller             | Miller     | 25 (Lenkung)               | 115,093                   | 5     |
| 31   | 18  | Ralph Hepburn | Miller             | Miller     | 14 (Kraftübertragung)      | 116,543                   | 3     |
| 32   | 10  | Bill Spence (R) | Duesenberg         | Duesenberg | 9 (Unfall)                 | 111,649                   | 12    |
| 33   | 8   | Cliff Woodbury | Miller             | Miller     | 3 (Unfall)                 | 120,599                   | 1     |

(W)=früherer Gewinner / (R)=Rookie / alle Starter auf Firestone-Reifen

### Führungsrunden
| Fahrer      | Anzahl |
| ----------- | ------ |
| Louis Meyer | 64     |
| Deacon Litz | 49     |
| Ray Keech   | 46     |
| Lou Moore   | 22     |
| Fred Frame  | 11     |
| Leon Duray  | 7      |